# داشتافان (أرارات)
مدينة داشتافان (بالأرمينية:Դաշտավան) (بالإنجليزية: Dashtavan)‏ هي إحدى المدن التابعة لمقاطعة أرارات في أرمينيا. يقدر عدد سكانها بـ 2124 نسمة حسب الإحصاء الذي جرى عام 2011.